# 鹽屋翼
鹽屋翼（日语：／ Shioya Yoku，1958年6月24日—），日本男性配音員、演員、音響監督。出身於鹿兒島縣。神奈川縣川崎市成長。Raccoon Dog所屬。身高170cm。B型血。
有一個哥哥和一個妹妹。哥哥鹽屋浩三也從事配音工作。

## 經歷

### 成長時期
鹽屋翼出生於鹿兒島縣，5歲起在神奈川縣川崎市長大，隨後進入小學。

### 職業生涯

#### 作為配音員、演員
1966年，8歲小學2年級的鹽屋翼與哥哥一起加入向日葵劇團。他在電視劇《紀念樹》裡作為童星首次亮相。起初，他在中學左右的時候就想過退團，但當被問到是否想退出時，他說「不想」，最後也沒有退出並決定繼續。作為演員他仍出現在電影和電視劇上，但在小學6年級到中學1年級時作為配音員為外國電影《尤利西斯》進行日語配音出道。那時候，他會讓媽媽帶他去錄音室，把台詞背下來再錄音。最終，他的工作分為現場表演和錄音工作。在中學2年級時，參加試鏡並通過，以電視動畫《海王子》主角東東出道，也是他第一次在動畫裡主演。當時，大約與《海王子》的同時，他客串了《超人巴狼1號》（第14、34集）。然而，由於他有一些身體上的複雜性，他在《海王子》之後轉向配音。那時他覺得這只是一份兼職，並沒有考慮未來。由於他從小主要從事配音工作，所以晚上也會出去錄音，但每天只有3到4小時。由於他青少年時期的大部分時間都在進行配音工作，所以他能夠順利上學。他是日本演員聯合的所屬成員中年紀最小的。從攻玉社高等學校畢業後，在舞台上也很活躍。高中時期他並不知道自己想要成為什麼，他認為如果這樣畢業，就進不了很好的大學，所以從1982年開始，他仍然繼續工作。他不認為自己可以成為演員，認為這是一個夢想。開始上現代芭蕾課程並開始學習戲劇。
自稱「半吊子」的他，1981年時他喜歡上了音樂，一邊作詞作曲，一邊重新開始彈小時候彈過的鋼琴，成為自己的歌曲。然而，他表示自己並沒有「在人前做演講」或「成為專業人士」的願望。高中時期迷上了吉他，但還是放棄了，他所屬的廣播社也半途而廢。
在太陽Promotion、JK Planning、劇團櫂、青二Production、Wit promotion、九Production、Pro-Fit（配音所屬）工作後，現在是Raccoon Dog所屬。作為音響監督原本是Omnibus Promotion所屬，現在是SOUND WING所屬。
在《科學小飛俠》裡，他在全套系列一直為「阿丁」獻聲。首播時他年僅14歲，其變聲期從第一季的結尾開始，歷時兩年，逐漸成為成人的聲音。此後，從1980年代到90年代，從動畫到海外影集，無論是主角還是配角，其角色範圍廣泛。
1984年1月22日，他在目黑慈幼會教堂結婚。

### 其它活動
曾有一段時間表演落語，作為落語家他的名字是春空亭翼（春空亭つばさ）。
2000年以後，作為音響監督和Pro-Fit聲優養成所的講師，目前在Raccoon Dog配音訓練學校擔任講師。與此同時，他配音的工作減少了，但在《傳說巨神伊甸王》的尤基·柯斯摩或《聖鬥士星矢》的海魔女 蘇蘭多等角色，及負責音效表現的作品會以配角或閒角出現。

### 至今
2010年代自《JoJo的奇妙冒險》裡的威廉·A·齊貝林一角以來，他一直以零星的新角色出現。
2017年1月9日，他在朝日電視台播放的節目《200位人氣聲優認真票選！聲優總選舉3小時SP》的排名中得到第19名。

## 人物
他說「如果我不做演員，我會做一名老師」。雖然沒有特別的志向，但他說他上小學時想成為一名教師。
中學時期，他在桌球社待了大約半年，高中時期，他加入廣播社，是學校廣播的唱片騎師。中學1年級曾經參加演講比賽。高2時是學生會的一員。
特長：用鼻子嗅出美味的居酒屋。興趣：高爾夫、落語。
喜歡的一句話「沒有青春的旅程就沒有人生的故事」。
欣賞低音聲音的魅力，並將蟹江榮司和銀河萬丈視為自己最喜歡的配音員。
叔叔是一名有抱負的飛行員，屬於自衛隊。

### 特色
其聲音很輕，不高也不低。是在中學3年級的時候變化。
身為角色，有許多少年和喜劇調解的角色。

#### 關於作品
在電視動畫《海王子》的東東和《傳說巨神伊甸王》的尤基·葛士莫這兩部作品中擔任主角，並經常出演《機動神腦》等富野由悠季的許多作品。
他將《科學小飛俠》視為本身最難忘的作品。他最記得的搭檔是佐佐木功和森功至，因為這兩人在本身的個人生活中在很多方面幫助了他。
據說，選定鹽屋翼擔任《海王子》主角的是當時負責錄音的錄音監督浦上靖夫選中。認識了浦上之後，他也認識了各種資深配音員，同時也遇到了《科學小飛俠》，所以他說自己的起步非常幸運。至於《海王子》，因為沒有畫面，所以他常常不看任何東西就進行錄音。由於當時鹽屋翼還是中學生，所以是從下午4點左右放學到晚上10點左右，每集平均約6個小時，但他表示自己是在浦上導演的指導下訓練的。就浦上來說，他說「我希望你做與畫面相匹配的基本事情，但同時，我希望你發自內心地說話」直到那時，有一種感覺只要努力就可以完成任何事情，但浦上就是這樣，鹽屋翼對此並不滿意。浦上要求的是，「既然是科幻作品，那麼像東東這樣的人不可能存在於現實生活中，但我希望你發揮你的想像力，在表演時真正感受到東東的感覺」。那是他第一次了解到有一種表演方式可以讓自己完全模仿角色的感受。那時正值變聲期之前，據說他已經能表演男高音了。當時，由男性兒童演員在動畫中擔任主角有點不尋常，在此之前，男孩角色的配音員一直是女性角色的專屬領域，據說他是「第一位扮演男孩角色的男配音員」。後來聽說兩人為了東東的角色與小原乃梨子爭到了最後，1999年，當鹽屋翼見到小原時，她說「翼接受了這份工作」。當時，他並不知道富野與《海王子》的聯繫，直到很久以後，他才得知富野與《海王子》有關。
在《傳說巨神伊甸王》時，鹽屋翼被邀請參加浦上獨立創辦的AUDIO PLANNING U。聽說這是葛士莫角色的試鏡，但只有一個人被叫到了，那就是他第一次與富野由悠季見面。富野說「我把你的聲音錄下來聽了，不過你能說得尖銳一點嗎？」，聽到這句話，他想「這個人也很執著」。鹽屋翼本身也和浦上一樣，是那種想要一遍又一遍地做事情直到自己滿意為止的人，所以他喜歡這樣指導的人，富野也有類似的感覺。於是他又錄製了一下以滿足要求，最後他被選中了。關於葛士莫這個角色，導演說了很多，但如果以50/50的比例來劃分的話，他認為是鹽屋30%、富野30%、浦上30%。雖然他照著吩咐做了，但他以自己的方式掙扎，但最終事情進展順利。扮演葛士莫這個角色的困難之處在於，有很多本身不習慣說的單詞，比如「佛摩沙·雪莉兒」和「卡拉拉」，當它們寫在一起時尤其困難，比如「謝麗爾、卡拉拉」。雖然這是一部科幻作品，但有趣的是，台詞取材自常人的感受，他力求讓自己的表演有生活感和濃厚的人情味。當《傳說巨神伊甸王》播出結束時，他並沒有太多的輕鬆感，心想「我完成了一項偉大的工作」。然而，在完成這項工作大約兩年後，他感受到了一種征服感。
《機動神腦》和《傳說巨神伊甸王》的區別在於，鹽屋翼自己周圍的成員更加年輕，演出者的數量也增加了，而且大多數他都不太認識。至於富野由悠季，他每集都在場，在工作室裡看到了他製作分鏡時的熱情，所以他很欣賞富野，並說「他仍然像以前一樣努力」。不過，由於鹽屋翼本身的戲份不多，所以富野也沒多說什麼，這也算是一種遺憾。雖然劇組中很多都是配音新手，但這和工作室裡大部分都是專業配音員沒有太大差別。1999年當時工作室流程的某些方面已經到位，因為保留了拍電影時的禮儀和習慣，除非從導演那裏得到通知，否則要演員們重新錄製是不可想像的。既然是錄視頻，他不想說「對不起，請重新錄製第32頁的第二句對話」，導演說可以，但他想「為什麼我們要重新錄製呢？」。

## 演出
粗體字表示主要角色。

### 電視動畫
1972年
- 海王子（東東[32]）
- 科學小飛俠（阿丁[33]）

1973年
- 英勇無敵號（少年）
- 笑咪咪（日语：ミラクル少女リミットちゃん）（栗本純）
- 海螺小姐

1974年
- 瓢蟲之歌（少年）

1975年
- 宇宙騎士鐵甲人（比利）
- 時間飛船（烏基基）

1976年
- 大飯桶（日语：ドカベン）（1976年—1979年，大丸、谷津吾郎）
- 暖暖家族（日语：ほかほか家族）

1977年
- 浣熊拉斯卡爾（比利）
- 棒球少年貫太（日语：一発貫太くん）（嵐山）
- 新·巨人之星II

1978年
- 科學小飛俠II（1978年—1979年，阿丁[34]）
- 新·網球甜心（香月茂）
- 佩琳物語
- 未來少年柯南（洪泰）
- 野球狂之詩（日语：野球狂の詩）（國立玉二郎）

1979年
- 清秀佳人（穆迪·史柏真·麥克佛生）
- 科學小飛俠F（1979年—1980年，阿丁[35]）
- 加油！我們的打帶跑（日语：ヒット・エンド・ラン）（剛[36]）
- 機動戰士鋼彈（哈瓦德）
- 人造人009 (1979年版)（次郎、史塔爾）
- 花仙子露露

1980年
- 加油元氣（日语：がんばれ元気）（社員A）
- 銀河鐵道999（里夫、納斯卡、山田正、森、少年A）
- 傳說巨神伊甸王（1980年—1981年，尤基·葛士莫[37]）
- 湯姆歷險記（麥克）
- 魔法少女拉拉貝爾
- 小婦人（日语：若草物語 (日生ファミリースペシャル)）（羅利）

1981年
- 明日之丈2（鹽谷次郎[38]）
- 動畫親子劇場（日语：アニメ親子劇場）「亞當與伊娃物語」（亞當）
- 早安！蘇龐克（日语：おはよう!スパンク）
- 河馬園長的動物園日記（日语：カバ園長の動物園日記）（長谷川一郎）
- 家族魯賓遜漂流記 不可思議之島的芙蘿拉（塔姆塔姆）
- 恐怖傳說 怪奇！科學怪人（日语：恐怖伝説 怪奇!フランケンシュタイン）（菲利普）
- 荒野的呼喚 怒吼吧巴克（日语：荒野の呼び声 吠えろバック）（哈爾）
- 新·根性青蛙[注 5]
- 戰國魔神豪將軍（泰康）
- 虎面人二世（不良A）
- 跑吧！美樂斯（菲洛斯特拉托斯）
- 你好！珊蒂貝爾（日语：ハロー!サンディベル）（查爾斯）
- 我們是漫畫家 常盤莊物語（日语：ぼくらマンガ家 トキワ荘物語）（鈴木（日语：鈴木伸一））
- 靈犬雪麗[39]
- 機甲孖寶（日语：めちゃっこドタコン）（前田）
- 六神合體雷霆王（1981年—1982年，木曾晃[40]）
- 小婦人四姊妹（日语：若草の四姉妹）（羅利）

1982年
- 阿波羅之女（青年、加希爾、青蛙、佩羅芬、圖卡利翁、西多王子、俄瑞斯忒斯）
- 銀河旋風無賴我
- 銀河烈風幕臣我（克拉·帕西諾、御所王子）
- The♥南瓜酒（早川小太郎）
- 心跳今夜（鷹羽邦彥）
- 怪博士與機器娃娃 (1981年版)（卡恩斯、少年）
- 帕塔利洛（日语：パタリロ!）（洋蔥部隊、黑木總長）
- 真知子老師（海老山強）
- 魔法公主 明琪桃子（日语：魔法のプリンセス ミンキーモモ）（吉姆）
- 我的青春的阿卡迪亞 無限軌道SSX（日语：わが青春のアルカディア 無限軌道SSX）（扎克、雷克）
- 我是貓（書生）

1983年
- 伊賀野河馬丸（堀田）
- 貓眼三姊妹（爆彈魔）
- 銀河疾風流離我（吉米見城）
- 超能機甲 高巴里安（羅斯·科加羅）
- 停止!! 雲雀（車掌）
- 最後的冠軍（日语：ナイン (漫画)）系列（1983年—1984年，榊孝男）2系列[系列 1]
- 咪姆多彩夢幻之旅（貝爾、馬可尼）
- 小超人帕門 (1983年版)（捕手）
- 漫畫日本史（日语：まんが日本史 (日本テレビ)）（有間皇子、高市皇子、平貞盛（日语：平貞盛）、平正盛、崇德上皇、源義平、源賴家、北條泰時、義尋）
- 美雪、美雪（富田）
- 未來警察浦島人（假人·隆）

1984年
- 新好小子（日语：あした天気になあれ (漫画)）（向太陽[41]）
- Gu-Gu甘莫（日语：Gu-Guガンモ）（赤坂、阿健）
- 猿飛小忍者（日语：さすがの猿飛）（赫爾墨斯）
- 星槍士俾斯麥（輝進兒[42]）
- 宗谷物語（日语：宗谷物語）（洋一、水兵、昭一、山根）
- （駕駛）
- 雷射戰士雷薩里昂（德比特、雙蜂）
- 神奇無尾熊（日语：ふしぎなコアラブリンキー）（公企鵝、王子）
- 無敵三四郎（伊吹）
- 牧場上的少女卡特莉（佩卡[43]）
- 魔法天使奶油麻美（前輩、和夫）
- 請多指教跑車郎中（日语：よろしくメカドック）（辰夫）
- 藍寶（日语：らんぽう）（閒犬）
- 魯邦三世 PARTIII（日语：ルパン三世 PARTIII）（1984年—1985年）

1985年
- 拜託了！薩米亞丼（日语：おねがい!サミアどん）（麥克 等）
- 搞怪拍檔（皮特）
- 鄰家女孩（吉田剛〈初代〉）
- 火焰的阿爾卑斯玫瑰 茱蒂&藍迪（漢斯）
- 超獸機神斷空我（黑人、喬戈斯）
- 忍者戰士飛影（張）

1986年
- 宇宙船人馬座（日语：宇宙船サジタリウス）（吉拉夫[44]）
- 金肉人（波爾王子）
- 鬼太郎 (第3作)（1986年—1988年，空狐A、丸毛、三蟲、山田一郎、雄天狗）
- 青春動畫全集（日语：青春アニメ全集）（正太郎、學生、小僧、阿部一等兵）
- 莫克和甜甜（イル）
- Bug甜心（日语：Bugってハニー）（1986年—1987年）
- 天威勇士 克羅諾斯的大逆襲（巴格·紐曼）
- 嘿！奔奔（弗雷迪）
- 楓葉鎮物語（1986年—1987年，鮑比[45]）
- Wonder Beat Scramble（日语：ワンダービートS）（真中浩二）
- 機器人阿丁 (1986年版)（日语：ロボタン）

1987年
- 超能力魔美（1987年—1989年，番野兆治[46]）
- 橙路（年輕人）
- 格林名作劇場（1987年—1988年，粉紅屋三男、弟王子、狩人、狐、仕立屋[47] 等）2系列[系列 2]
- 城市獵人（仁義）
- 新楓葉鎮物語 棕櫚鎮篇（鮑比）
- 之後頓珍漢（日语：ついでにとんちんかん）（天地無用）
- 聖魔大戰（1987年—1988年，、大蒜滿助、鬼阿里巴巴）
- 高爾夫頑童猿丸（鷹巢）

1988年
- 昆蟲戰士（日语：いきなりダゴン）（船長[48]）
- 聖鬥士星矢（1988年—1989年，蘇蘭多）
- 變形金剛：超神 Master Force（巴斯特）
- 甜蜜小天使 (1988年版)（大將[49]）
- 燃燒吧！哥哥（組員A）

1989年
- 西瓜皮先生（西瓜皮正太[50]）
- 新仙魔大戰（雨之邪鬼）
- 麵包超人（1989年—，、音樂盒男、〈初代〉、鱈寶先生、凱朱摩卡〈第2代〉）
- 變形金剛V（赫爾巴特）
- 比利犬商會（日语：ビリ犬）（海獅犬）

1990年
- 惡魔君（吸血小人）
- 烏龍少爺（日语：おぼっちゃまくん）
- 神通小精靈（邪馬蛇腹夫[51]）
- 魔神英雄傳2（ハンブンブルグ弟）
- 魔法使莎莉 (1989年版)（1990年—1991年，時之兔〈第2代〉）
- YAWARA！（1990年—1991年，須藤）
- 長腿叔叔（鮑勃）
- 黑色推銷員（1990年—1991年，襟戶勉、醉手壯郎、蒲口）

1991年
- 金魚注意報（北田秀一[52]）
- 少年阿貝（日语：少年アシベ）（阿奇）
- 大耳鼠（爸爸小子）
- 勇者鬥惡龍 達伊的大冒險 (1991年版)（巴朗）

1992年
- 宇宙小超人 3000萬光年尋找母親（日语：ウルトラマンキッズ 母をたずねて3000万光年）（梅菲拉）
- 南國少年奇小邪（1992年—1993年，祇園假面嵐山、鵜）
- 21衛門（ムエ）
- 美少女戰士（米莎）

1993年
- GS美神（浪人）
- 忍者亂太郎（薄口醬油丸／鯉口宗須丸）

1994年
- 灌籃高手（宮城良田[53]、T博士 等）
- 七海的堤可（理查）

1995年
- 動畫世界的童話（日语：世界名作童話シリーズ ワ〜ォ!メルヘン王国）「金鵝（英语：The Golden Goose）」（三男）

1996年
- 少年桑塔的大冒險（日语：サンタクロースの冒険#テレビアニメ）（諾羅西）
- YAWARA！特別篇 一直對你…。（須藤）
- 浪客劍心（玄齋）

1997年
- 金田一少年之事件簿（愛德華·可倫坡）
- 中華一番！（紹安[54]／神秘男子）
- 超魔神英雄傳（ウラメシヤン）
- 小豬萬萬歲（武藏小金井）
- 名偵探柯南（1997年—2024年，佐藤泰三、河津邦生、株本恭助[55]）

1998年
- Generator Gawl（日语：ジェネレイターガウル）（根作熊）
- 炸彈人 彈珠人爆外傳（ダークトアミ）
- 機動神腦（穆罕默德先生[56]）

1999年
- 星際牛仔（馬里祖）
- 週刊故事樂園（日语：週刊ストーリーランド）（1999年—2000年）
  - （清水）
  - （柴田健）
  - （長兵衛）
- ReReRe天才傻鵬（日语：レレレの天才バカボン）

2001年
- 頑皮小白貂（貓鼬總長）

2003年
- 銀河鐵道物語（2003年—2006年，草薙真琴、茲邦隊長、上層男子、暗中男子）2系列[系列 3]
- 時空冒險記（ゾム02）

2005年
- BASILISK ～甲賀忍法帖～（旅藝人）

2006年
- 歡迎加入N·H·K！（提款星人、神様）
- 吉宗（日语：吉宗 (パチスロ)）（才圓）

2007年
- 暮蟬悲鳴時解（小泉大臣）

2008年
- 野良耳（日语：のらみみ）（兔吉）2系列[系列 4]

2009年
- 秀逗魔導士EVOLUTION-R（托比）
- WHITE ALBUM（弗蘭克長瀨）

2010年
- B型H系（鹽屋老師）

2012年
- 織田信奈的野望（木下藤吉郎）
- JoJo的奇妙冒險（威廉·A·齊貝林[57][58]）

2013年
- Walkure Romanze 少女騎士物語（店主）

2014年
- 前進吧！登山少女系列（2014年—2022年，新井老師）3系列[系列 5]
- 三坪房間的侵略者!?（六本木博士）

2015年
- 青年怪醫黑傑克（田鷲警部）

2016年
- 怪盜Joker（怪盜迷你迷你王）
- 少年女僕（日野祐司的祖父）

2017年
- KiraKira☆光之美少女 A La Mode（諾瓦[59]）

2018年
- 多田君不戀愛（活動 扮演惡代官者）
- 千緒的上學路（一字巾的大叔）
- 軒轅劍·蒼之曜（安策）

2019年
- 為了女兒，我說不定連魔王都能幹掉。（施密特）
- 魔王陛下RETRY！（戰鬥桑搏）

2021年
- 蠟筆小新（宇苔爐暴人）

2023年
- 屁屁偵探 CosmicFront（紐革[60][61]）
- 眾神眷顧的男人2（迪諾姆）
- 雖然等級只有1級但固有技能是最強的（克李頓）

2025年
- 青之壬生浪（獵犬[62]）

### 電影動畫
1979年
- 劇場版 海王子（東東）

1980年
- 劇場版 奔向地球（阿魯范雷特）

1981年
- 劇場版 機動戰士鋼彈（馬卡·克朗）
- 通向夏天的大門（日语：夏への扉 (漫画)）（阿爾曼）

1982年
- 傳說巨神伊甸王 接觸篇 -A CONTACT-（尤基·柯斯摩）
- 傳說巨神伊甸王 發動篇 -Be Invoked-（尤基·柯斯摩）
- 劇場版 六神合體雷霆王（木曾晃[63]）

1983年
- 福星小子：愛星球之戀（日语：うる星やつら オンリー・ユー）（門衛B）
- 幻魔大戰（日语：幻魔大戦 (映画)）（黑人賭徒）
- 欣賞職棒享受10倍快樂的方法（日语：プロ野球を10倍楽しく見る方法）（小松、掛布）

1984年
- 福星小子2：綺麗夢中人
- 欣賞職棒享受10倍快樂的方法 PART2（日语：プロ野球を10倍楽しく見る方法）（小松、掛布）

1985年
- 光子帆船星光號奧丁（日语：オーディーン 光子帆船スターライト）（貓田坊一）
- 哆啦A夢：大雄的宇宙小戰爭（隊員）

1986年
- 喀喀喀的鬼太郎 最強妖怪軍團！登陸日本！（丸毛[64]）
- 劇場版 楓葉鎮物語（日语：メイプルタウン物語 (1986年の映画)）（波比）

1987年
- 新楓葉鎮物語 棕櫚鎮篇 ～你好！新的小鎮～（日语：新メイプルタウン物語 パームタウン編 (1987年の映画)）（波比）

1989年
- 大蜜蜂 HYPER-PSYCHIC-GEO GARAGA（日语：ギャラガ (アニメ映画)）（林）
- 劇場版 甜蜜小天使（大將）
- 甜蜜小天使：大海！妖怪！夏日祭典（大將）

1990年
- 「EIJI」（日语：「エイジ」）（教練A）
- 本氣！（日语：本気!）（白銀本氣〈初代〉）
- MILKY Passion 道玄坂 愛之城（敏奇）

1991年
- 甘巴與水獺的冒險（日语：ガンバの冒険）（[65]）
- 機動戰士鋼彈F91（比利基·皮利歐）
- 劇場版 神通小精靈（日语：まじかる☆タルるートくん (1991年の映画)）（邪馬蛇腹夫）
- 神通小精靈：燃燒吧！友情的魔法大戰（日语：まじかる☆タルるートくん 燃えろ!友情の魔法大戦）（邪馬蛇腹夫）

1992年
- 劇場版 金魚注意報（北田秀一）
- 三國志 第一部：英雄的黎明（諸葛亮孔明〈少年時期〉）
- 拯救地球吧！夥伴們 奇比貓湯姆的大冒險（日语：ちびねこトムの大冒険）（老師）

1993年
- 三國志 第二部：燃燒的長江！（諸葛均〈第2代〉）

1994年
- 灌籃高手：稱霸全國！櫻木花道（日语：スラムダンク 全国制覇だ! 桜木花道）（宮城良田）

1995年
- 灌籃高手：湘北最大的危機！燃起鬥志的櫻木花道（日语：スラムダンク 湘北最大の危機! 燃えろ桜木花道）（宮城良田[66]）
- 灌籃高手：咆哮籃球員靈魂！花道和流川的灼熱夏季（日语：スラムダンク 吠えろバスケットマン魂!! 花道と流川の熱き夏）（宮城良田[67]）

1998年
- 藍色恐懼（涉谷貴雄[68]）

2004年
- （旺）

### OVA
1983年
- DALLOS（游擊隊）

1985年
- 火焰之旅（彌一[69]）

1986年
- 虔十公園林（日语：虔十公園林）（虔十）
- 那由他（日语：那由他 (漫画)）（水城）

1987年
- Space Fantasia 2001夜物語（日语：2001夜物語#スペース・ファンタジア 2001夜物語）（哈利、聯絡員）
- 微笑標的（志賀讓）

1988年
- TEN LITTLE GALL FORCE（日语：ガルフォース）（經理）
- 遠山櫻宇宙帖 那傢伙的名字叫哥魯德（日语：遠山桜宇宙帖 奴の名はゴールド）（里特）

1989年
- 銀河英雄傳說（阿弗雷德·馮·藍德斯堡）
- 新足球小將翼（1989年—1990年，皮埃爾）
- 風魔小次郎（紫炎）

1990年
- 宇宙皇子 天上篇（日语：宇宙皇子）（釣）
- 奧特曼塗鴉 歡迎來到奧特曼國度！（日语：ウルトラマングラフィティ おいでよ!ウルトラの国）
- 天外魔境 Ziria 自來也朧變（傳次）
- 宇宙船製造方法（日语：藤子不二雄アニメ史#OVA）（村上）

1991年
- 巫術（阿爾帕[70]）
- 機動戰士鋼彈0083：Stardust Memory（尼克·歐維爾）
- 幸運兒（日语：幸運児）（竹坊）
- 夢枕獏 暮色劇場 夢蜉蝣（日语：夢枕獏 とわいらいと劇場）（倉田）

1992年
- 綠洲傳說（吉西）
- 世界之光 親鸞聖人（日语：世界の光 親鸞聖人）（真佛房）

1993年
- 南國少年奇小邪 大百科（嵐山）
- （梅[71]

）
1994年
- 南國少年奇小邪 在星夜中相見（嵐山）

1995年
- 沉默的艦隊（渡瀨吾郎）

1996年
- 電光快車俠（霹靂火神號）

2008年
- 聖鬥士星矢 冥王黑帝斯極樂淨土篇（日语：聖闘士星矢 冥王ハーデス編）（蘇蘭多）

2009年
- 日本昔話、世界名作童話（旁白、猴子、狸貓、溫柔的老人、善良的老人、青年、村子的老人、茂作、老人、王子、科澤茨、澤佩托）

2015年
- 前進吧！登山少女 Second Season（新井老師、旁白）[注 6]

2017年
- 前進吧！登山少女 回憶的贈禮（新井老師）

### 遊戲
1989年
- 伊蘇I·II（日语：イースI・II#イースI・II（PCE版））（歌德·達比）[注 7]
- 天外魔境 ZIRIA（水王丸）

1990年
- 超級高爾夫（加納徹也）

1993年
- 天外魔境 風雲歌舞伎傳（日语：天外魔境 風雲カブキ伝）（布希富士山）

1994年
- 金魚注意報 跳吧！遊戲學園（北田秀一）

1995年
- 歌舞伎 一刀涼談（日语：カブキ一刀涼談）（推富士山、甚五郎）
- SUPER SLAMS -FROM TV ANIMATION SLAM DUNK-（宮城良田）[注 8]
- TV Animation 灌籃高手2 IH預賽完全版!!（日语：テレビアニメ スラムダンク2 IH予選完全版!!）（宮城良田）[注 9]
- 哆啦A夢：友情傳說哆啦A夢族（日语：ドラえもん 友情伝説ザ・ドラえもんズ）（多啦小子）

1997年
- 超級機器人大戰F（比利基·皮利歐）

1998年
- 快速天使（庫利、平山博士）
- 超級機器人大戰F完結篇（尤基·柯斯摩、比利基·皮利歐）

2000年
- SD鋼彈 G世代（2000年—2016年，尼克·歐維爾、辛·克利普特、比利基·皮利歐 等）7作品[系列 6]
- 超級機器人大戰α（比利基·皮利歐）
- 龍之子FIGHT（日语：タツノコファイト）（卡洛奇上校、阿丁）

2001年
- 超級機器人大戰α for Dreamcast（比利基·皮利歐）

2002年
- 超級機器人大戰IMPACT（日语：スーパーロボット大戦IMPACT）（巴格·紐曼）

2003年
- 第2次超級機器人大戰α（比利基·皮利歐）

2004年
- 超級機器人大戰MX（巴格·紐曼）
- 機動戰士鋼彈 戰士們的軌跡（日语：機動戦士ガンダム 戦士達の軌跡）（馬卡·克朗）

2005年
- 時空冒險記（佐母02）
- 超級機器人大戰MX 攜帶版（巴格·紐曼）
- 第3次超級機器人大戰α 終焉之銀河（尤基·柯斯摩）

2006年
- 天外魔境ZIRIA ～遙遠的日本國～（水王丸）

2007年
- 暮蟬悲鳴時祭 碎片遊戲（日语：ひぐらしのなく頃に祭 カケラ遊び）（小泉）

2010年
- 鋼彈突擊求生戰（日语：ガンダムアサルトサヴァイブ）（比利基·皮利歐）

2011年
- 第2次超級機器人大戰Z 破界篇／再世篇（2011年—2012年，木曾晃）2作品
- 聖鬥士星矢戰記（日语：聖闘士星矢戦記）（蘇蘭多）

2012年
- 聖鬥士星矢Ω 終極小宇宙（蘇蘭多[74]）

2013年
- JoJo的奇妙冒險系列（2013年—2022年，威廉·A·齊貝林）4作品[系列 7]
- 聖鬥士星矢 英勇鬥士（日语：聖闘士星矢 ブレイブ・ソルジャーズ）（蘇蘭多）

2014年
- 第3次超級機器人大戰Z 時獄篇／天獄篇（2014年—2015年，木曾晃）2作品

2015年
- 聖鬥士星矢 鬥士之魂（蘇蘭多）
- 熱情傳奇（尼福特）

2017年
- 聖鬥士星矢 小宇宙幻想傳（蘇蘭多）

2018年
- ARAVAN STORIES（日语：CARAVAN STORIES）（羅基恩[78]）

2020年
- 聖鬥士星矢 閃耀鬥士（蘇蘭多）
- 超級機器人大戰X-Ω（日语：スーパーロボット大戦X-Ω）（尤基·柯斯摩）

2022年
- 三角戰略（阿奇博爾德·吉諾）
- 機動戰士鋼彈 U.C. ENGAGE（日语：機動戦士ガンダム U.C. ENGAGE）（尼克·歐維爾[79]）

### 外語配音

#### 演員
錢小豪
- 大幻術師（2020年，羅賓）
- 殭屍先生（1985年，秋生）
- 新殭屍先生2（2018年，豪道士）
- 至尊先生（日语：霊幻道士Ⅹ 最強妖怪キョンシー現る）（2019年，豪道士）
- 至尊先生之金蟬蠱（日语：霊幻道士XI 燃えよ!九叔道士の桃剣）（2021年，豪道士[80]）
- 一眉先生（日语：霊幻道士XII 英叔復活だョ!全員集合）（2021年，豪道士[81]）
- 殭屍山雀（2022年，豪道士[82]）
- 救殭清道夫（2017年，葉之秋）

強納森·克倫比
- 清秀佳人系列（吉柏·布萊斯（英语：Gilbert Blythe））※影碟版。
  - 清秀佳人 (1985年電影)
  - 清秀佳人2（英语：Anne of Green Gables: The Sequel）
  - 清秀佳人3（英语：Anne of Green Gables: The Continuing Story）

凱斯·高登
- 大兒子小爸爸（英语：Back to School）（傑森·米隆）
- 克麗絲汀魅力（阿諾德·“亞尼”·坎寧翰）※朝日電視台版。
- 剃刀邊緣（彼得·米勒）※朝日電視台版。

斯蒂夫·古根伯格
- 餐館（英语：Diner (film)）（艾迪）※TBS版。
- 摩天輪大血案（英语：Rollercoaster）（宅配人員）※日本電視台版。
- 納粹大謀殺（英语：The Boys from Brazil (film)）（巴里·科勒）

#### 電影
- 猛鬼街4：幽冥鬼手（羅蘭·金凱德〈肯·薩哥埃斯（英语：Ken Sagoes）〉）※東京電視台版。
- 再生緣
- 爵士春秋
- 純真的愛（英语：An Innocent Love）（哈利·伍德瓦德〈道格·麥基翁（英语：Doug McKeon）〉）
- 現代啟示錄 ※日本電視台版。
- 在上帝，魔鬼和溫徹斯特之間（英语：Between God, the Devil and a Winchester）（托米〈亨伯托·森佩爾〉）
- 愛情特效藥（英语：Big Bully (film)）（克拉克〈柯蒂斯·阿姆斯壯（英语：Curtis Armstrong）〉）
- 黑人奧菲爾（英语：Black Orpheus） ※富士電視台版。
- 布林克的間諜偵察員（英语：Blinker's Spy-Spotter）（布林克〈大衛·斯普納〉[83]）
- 血腥故事
- 街區男孩（英语：Boyz n the Hood）（傑森·“泰里”·史泰斯三世〈小庫珀·古丁〉）
- 破碎的徽章（英语：Broken Badges）（史丹利·瓊斯〈傑·約翰遜（英语：Jay Johnson (ventriloquist)）〉）
- 瘋狂高爾夫
- 炮彈（英语：Cannonball (film)）（吉姆·克蘭德爾〈羅伯特·卡拉定〉）※日本電視台版。
- 高材生（英语：Class (film)）
- 學校風雲（英语：Class of 1984）（亞瑟〈邁克爾·J·福克斯〉）※富士電視台版。
- 空中監獄
- Comment draguer toutes les filles...（法语：Comment draguer toutes les filles...）（艾瑞克〈吉恩-呂克·阿茲拉〉）
- 警察帝國（尚德爾〈方法人（英语：Method Man）〉）※影碟版。
- 鐵十字勳章（迪茨〈麥克·諾卡〉）※日本電視台版。
- 塊肉餘生記（英语：David Copperfield (1969 film)）
- 凶獸出籠（英语：Day of the Animals）（鮑勃·丹寧〈安德魯·史蒂文斯（英语：Andrew Stevens）〉）
- 魂斷威尼斯
- 獻給愛琴海（日语：エーゲ海に捧ぐ#映画）（馬西莫〈斯蒂法諾·蘿拉（義大利語：Stefano Rolla）〉）※日本電視台版。
- 浴室春情（麥克〈約翰·莫爾德-布朗（英语：John Moulder-Brown）〉）
- 橋（英语：Die Brücke (film)）（克勞斯·哈格〈沃爾克·蘭赫特布里克（英语：Volker Lechtenbrink）〉）
- 達菲（英语：Duffy (film)）
- 急凍原始人（英语：Encino Man）（史坦利·“史托尼”·布朗〈波利·休爾（英语：Pauly Shore）〉[84]）
- 無盡的愛
- 戀馬狂（英语：Equus (film)）（艾倫·斯特朗〈彼得·佛斯〉）
- 死亡召喚者（英语：Evilspeak）（史坦利·庫珀史密斯〈克林特·霍華德（英语：Clint Howard）〉）※TBS版[注 10]。
- 747絕地悍將（丹尼斯·卡希爾〈奧利弗·普萊特〉）※朝日電視台版。
- 反攻美國（英语：Extreme Prejudice）（查爾斯·比德爾軍曹〈拉里·B·斯科特（英语：Larry B. Scott）〉）
- 別闖陰陽界（藍迪·斯特克爾〈奧利弗·普萊特〉）※日本電視台版。
- 動感小水拍新曆險記（英语：Flipper's New Adventure）
- 自由戰士（比克〈托尼·丹扎〉）
- 十三號星期五3（英语：Friday the 13th Part III）（謝爾頓·“謝瑞”·芬克爾斯坦〈拉里·澤納（英语：Larry Zerner）〉）
- 巨人等待（英语：Goliath Awaits）
- 漢堡總動員（德克斯特·瑞德〈凱南·湯普森〉）
- 再見，奇普斯先生（英语：Goodbye, Mr. Chips (1969 film)）
- 龍的心（特警隊成員〈孟海〉）※TBS版[注 11]。
- 超魔界戰警（英语：Hellbound (film)） ※東京電視台版。
- 小鬼當家5（英语：Home Alone: The Holiday Heist）（柯蒂斯·巴克斯特〈道格·穆雷〉）
- 田野淚（英语：Hurry Sundown (film)）
- 判決：馬來亞之虎的軍事法庭 - 山下將軍（日语：復讐の裁判!?マレーの虎・山下将軍の悲劇）（羅梅羅）
- 凱斯（比利·卡士柏〈戴·布拉德利（英语：Dai Bradley）〉）
- 再一次接觸
- 一籠傻鳥（洛朗·巴爾迪〈雷米·勞倫（英语：Rémi Laurent）〉）
- 阿拉伯的勞倫斯
- 最後的科曼奇人（英语：Last of the Comanches）
- 黃飛鴻之鐵雞鬥蜈蚣（阿蘇〈張衛健〉）※VHS版。
- 幸福（英语：Le Bonheur (1965 film)）（布朗）
- 瘋狂特務女殺手（英语：Le Magnifique）
- 愛斯基摩人利蒙（英语：Lemon Popsicle） ※東京電視台版。
- 恐怖連結（英语：Link (film)）（大衛〈史蒂文·皮納〉）※東京電視台版。
- 風流女房客（英语：Lover Boy (1975 film)）（卡萊托·佩爾西凱蒂〈瓦萊里奧·菲奧拉萬蒂（英语：Valerio Fioravanti）〉）
- 火魔戰車（英语：Maximum Overdrive）（柯蒂斯〈約翰·肖特〉）※東京電視台版。
- 兩小無猜
- 惡作劇（吉姆〈保羅·弗雷澤〉[85]）
- 怒海斬白鯨（英语：Moby Dick (1956 film)） ※朝日電視台版。
- 愛你到死（英语：Mourir d'aimer）
- 一個好人（洪金寶[注 12]）※日本電視台版。
- 好奇心（英语：Murmur of the Heart）（洛朗·卡瓦利埃〈貝諾伊特·費雷克斯（英语：Benoît Ferreux）〉）
- 我的保鏢（英语：My Bodyguard）（海塔爾〈迪恩·R·米勒〉）
- 夜行渡輪（尼克〈恩金·埃什雷夫〉[86]）
- 血的遊戲（英语：No Retreat, No Surrender） ※日本電視台版。
- 非洲邊界上的奧東戈（英语：Odongo）
- 阿鸚愛說笑（寶利〈傑·摩爾〉[87]）
- 此路不通（羅馬尼亞語：Pe aici nu se trece）（楊）
- 災難水世界2（英语：Piranha II: The Spawning）（克利斯〈瑞奇·保羅·戈爾丁（英语：Ricky Paull Goldin）〉）※日本電視台版。
- 留校查看（愛德華·“皮威”·莫里斯〈丹·莫納漢（英语：Dan Monahan）〉）※東京電視台版。
- 瘋狂靚妹仔（英语：Private School (film)）（羅伊〈強納森·普林斯〉）※富士電視台版。
- 電台謀殺案（英语：Radioland Murders）（賈斯珀〈迪倫·貝克〉）
- 赤色黎明（丹尼·海茲〈布拉德·薩維奇（英语：Brad Savage）〉[88]）
- 落跑新娘（英语：Runaway Bride (film)）（科里·弗萊明〈湯姆·海因斯〉）
- 週末夜狂熱（鮑比〈貝瑞·米勒（英语：Barry Miller (actor)）〉）※朝日電視台版。
- 小迷糊喜相逢（英语：Seems Like Old Times (film)）（切斯特〈T·K·卡特（英语：T. K. Carter）〉）
- 七對佳偶（英语：Seven Brides for Seven Brothers）（基甸〈魯斯·譚柏林（英语：Russ Tamblyn）〉）※NHK BS1版。
- 少林木人巷（法智〈張亦飛〉）※Broadway版。
- 聖拿河之戰（英语：Shenandoah (film)） ※東京電視台版。
- 追追追 ※富士電視台版。
- 捍衛戰警（捷豹的車主〈葛連·普魯曼（英语：Glenn Plummer）〉）※朝日電視台版。
- Smosh：The Movie（埃利斯先生〈彼得·布萊特邁爾〉）
- 第七幻象（英语：Sometimes They Come Back (film)）（文尼·文森特〈尼古拉斯·塞德勒（英语：Nicholas Sadler）〉）※東京電視台版。
- 鋼胆七雄（英语：Steel (1979 film)）（基德〈班·馬利〉）
- 往事如煙（英语：Summer of '42）（班吉〈奧利佛·科南特〉）※朝日電視台版。
- 熄燈號（英语：Taps (film)）（愛德華·韋斯特〈艾凡·韓德勒（英语：Evan Handler）〉）
- 反鬥人狼（英语：Teen Wolf Too）（恰比〈馬克·霍爾頓（英语：Mark Holton）〉）
- 忍者龜（多那太羅）※VHS版。
- 魔鬼終結者2：審判日（音頻解說配音版）（邁克爾·比恩）
- 迷離大兇殺（詹尼〈克里斯蒂安·鮑榮茂（英语：Christian Borromeo）〉）※TBS版[注 13]。
- 終點站（英语：Terminal Station (film)）（保羅〈理察·貝默（英语：Richard Beymer）〉）※日本電視台版。
- 地獄來的芳鄰（瑞奇〈柯瑞·費德曼（英语：Corey Feldman）〉）※朝日電視台版。
- 少棒闖天下（英语：The Bad News Bears）（魯迪·史坦〈大衛·波洛克〉）※日本電視台版。
- 刀（道道）
- 地板下的小矮人（英语：The Borrowers (1997 film)）（波德·克洛克〈吉姆·布勞德本特〉）
- 煉獄（英语：The Burning (film)）（阿爾弗雷德〈布萊恩·貝克（英语：Brian Backer）〉）※富士電視台版[注 14]。
- 赤子情（英语：The Champ (1979 film)）
- 狼之一族（英语：The Company of Wolves）
- 基督死亡的日子（英语：The Day Christ Died）（馬克〈小托馬索·米利安〉）
- 人質（英语：The Hostages (film)）（彼得〈史蒂芬·加利克（英语：Stephen Garlick）〉[89]）
- 絕對目標－豺狼末日（伊恩·拉蒙特〈傑克·布萊克〉）
- 約翰斯敦水怪（喬格〈西蒙·圖勒〉[90]）
- 蓬車浴血戰（英语：The Last Wagon (1956 film)）（比利〈湯米·瑞蒂錫（英语：Tommy Rettig）〉）※富士電視台版[注 10]。
- 最佳福星（狗王倫〈譚詠麟〉[91]）
- 大魔域3：飛進未來（英语：The NeverEnding Story III）（巴基〈基范·肖〉）※影碟版／（狗〈萊恩·博爾曼（英语：Ryan Bollman）〉）※朝日電視台版。
- 威龍猛探 ※富士電視台版。
- 少林寺（了空〈劉懷良〉）※日本電視台版。
- 大賊王與小煞星（英语：The Spikes Gang）（托德〈查爾斯·馬丁·史密斯〉[92]）
- 魔鬼先鋒（英语：The Substitute）（傑羅姆·布朗〈莎朗·科利〉）※富士電視台版。
- 巴格達妙賊（英语：The Thief of Bagdad (1940 film)）（阿布〈薩布·達斯塔吉爾（英语：Sabu (actor)）〉）※日本電視台版。
- 師弟出馬（黑龍道場師父〈黃貫中〉）※富士電視台版。
- 大審判（比利〈克林·史汀頓（英语：Colin Stinton）〉）
- 殺神輓歌（林布蘭特〈馬塞利諾·桑切斯（英语：Marcelino Sánchez）〉）
- 情在不言中（英语：Things I Never Told You）（斯蒂夫〈理察德·艾德森（英语：Richard Edson）〉）
- 蒂科與鯊魚（英语：Tiko and the Shark）（少年時期的蒂科〈丹尼斯·普伊拉〉）
- 龍捲風（達斯汀·戴維斯〈菲臘·西摩·荷夫曼〉）※日本電視台版。
- 尤利西斯
- 鈕扣戰爭（英语：War of the Buttons (1962 film)）
- Wreck Raisers（喬迪〈奧斯瓦爾德·林賽〉[93]）
- 少壯屠龍陣（英语：Young Guns (film)）（查理〈凱西·聖馬斯柯（英语：Casey Siemaszko）〉）※富士電視台版。
- 少年福爾摩斯（英语：Young Sherlock Holmes）（約翰·華生〈艾倫·考克斯（英语：Alan Cox (actor)）〉[94]）※機內上映版。

#### 電視影集
- 驚異傳奇（英语：Amazing Stories (1985 TV series)）（喬納桑〈凱西·聖馬斯柯（英语：Casey Siemaszko）〉）
- 黑神駒（奈德·路易士〈史蒂芬·加利克（英语：Stephen Garlick）〉）
- 獅子與我（英语：Born Free (TV series)）（賈瑪）
- 卡森定律（英语：Carson's Law）[95]
- 加州公路巡警 (第6季)（英语：CHiPs）（布魯斯·彭威·納爾遜〈布魯斯·彭霍爾（英语：Bruce Penhall）〉）
- 瘋狂前女友 (第2～4季)（蘇尼爾·奧戴夫〈托比亞斯·納什〉）
- 荒野女醫情（英语：Dr. Quinn, Medicine Woman）（彼得〈艾瑞克·邁克爾·齊〉）
- 名揚四海（英语：Fame (1982 TV series)）（丹尼·阿馬圖羅〈卡爾羅·因佩拉托〉）
- 布偶奇遇記（英语：Fraggle Rock）
- 青春醫族（英语：Going to Extremes (TV series)）（查理〈安德魯·洛爾〉[96]）
- 荒野大鏢客
- 新娘駕到（英语：Here Come the Brides）
- 情理法的春天（英语：Homicide: Life on the Street）（博·費爾頓、史都華·格蒂、羅傑·加夫奈）
- 輪椅神探（英语：Ironside (1967 TV series)）
- 霹靂遊俠 (第2季)（奇普〈托馬斯·F·威爾遜〉）
- 警網鐵金剛
- 功夫
- 尼基塔女郎（英语：La Femme Nikita）（西蒙、約翰尼）
- 靈犬萊西
- 草原小屋（英语：Little House on the Prairie (TV series)）（約翰〈拉達梅斯·佩拉〉[97]）
- 馬庫斯·威爾比醫生（英语：Marcus Welby, M.D.）
- 養鴿人（英语：Masada (miniseries)）
- 杏林雙傑
- 邁阿密風雲
  - 第1季（路易斯·馬丁內斯〈艾凡·韓德勒（英语：Evan Handler）〉、二孫〈彼得·權〉）
  - 第3季（西爾維奧〈埃克維爾·邦凱特〉、拉扎魯斯、使徒成員、喬治·T·懷亞特、彼得〈班尼西歐·狄奧·托羅〉）
- 前往艾凡里的道路（英语：Road to Avonlea）（巴克·霍根〈科林·歐米拉（英语：Colin O'Meara）〉）
- 三國演義（蔡中〈李小舟〉)
- 黑駿馬歷險記（英语：The Adventures of Black Beauty）（阿爾伯特·克利夫頓〈托尼·邁登（英语：Tony Maiden）〉[98]）
- 木偶奇遇記（英语：The Adventures of Pinocchio (1972 miniseries)）（盧西尼奧洛〈多梅尼科·桑托羅〉[99]）
- 布萊恩·基思秀（英语：The Brian Keith Show）
- 墜落的人（英语：The Fall Guy）（雷默爾）
- 飛天紅中俠（帕科·洛特里格斯〈唐·塞凡提斯〉）
- 不朽（英语：The Immortal (1970 TV series)）
- 單身公寓（英语：The Odd Couple (1970 TV series)）
- 華頓家族（英语：The Waltons）
- 英雄出少年（胡惠乾〈苗僑偉〉）

#### 動畫
1970年代
- 史努比的驚險夏令營（英语：Race for Your Life, Charlie Brown 史努比）（1977年，查理·布朗）

1980年代
- 查理布朗與史努比 (1981年版)（1981年—1985年，奈勒斯·潘貝魯特[100]）
- 變形金剛系列
  - 變形金剛（1985年，大黃蜂、飛鏢、虎克（日语：ビルドロン） 等）
  - 變形金剛2010（日语：戦え!超ロボット生命体トランスフォーマー2010）（1986年，大黃蜂／DLX大黃蜂、計算王、飛鏢、流浪漢、毀滅者（日语：デバスター）、莽撞 等）
  - 變形金剛大電影（1989年，大黃蜂[101]、飛鏢[101]、反衝[101]）

1990年代
- 忍者龜 (1987年東京電視台版)（1990年，拉斐爾〈第2代日語配音〉）※東和視頻版。
- 辛普森一家（1991年，阿蒂·齊夫〈初代日語配音／喬恩·拉威茨→丹·卡斯泰拉内塔〉）
- 小鬼迪克（1992年，水之妖精）
- 天堂狗歷險記（英语：All Dogs Go To Heaven）（1993年，奇樂〈查爾斯·納爾遜·賴利（英语：Charles Nelson Reilly）〉）
- 高飛電影（1995年，波比〈波利·休爾（英语：Pauly Shore）〉）
- Bamboo Bears（1997年，威爾赫）

2000年代
- 極限高飛（2000年，波比[102]）

2010年代
- 阿尼正傳（2015年—2021年，杜基〈路易斯·基里洛（英语：Louis Chirillo）→特雷弗德瓦爾（英语：Trevor Devall）〉[103]）
- RWBY（2017年—2023年，提里安·凱羅斯〈喬希·格雷爾（英语：Josh Grelle）〉[104]）

2020年代
- 白蛇：緣起（2021年，船夫[105]）
- 大嘴巴（英语：Big Mouth (American TV series)）（2022年，阿塞隆）

### CD、卡式錄音帶
- INFERIUS惑星戰史外傳 CONDITION GREEN（日语：インフェリウス惑星戦史外伝 CONDITION GREEN）（拉爾夫·伊哈特）
- 金魚注意報全曲集 金魚碗（作為合音參與了4首劇中插入歌曲）
- 金魚注意報 Gyoppy☆聖誕節 CD廣播劇（北田秀一）
- 時鐘塔3（日语：クロックタワー3）（理查德·莫里斯）
- （查基里五郎）[注 15]
- （宇奈月京平）
- 南國少年奇小邪 卡式錄音帶 第一卷—第三卷（祇園假面 嵐山）
- CD廣播劇 天外魔境(1) 風雲歌舞伎傳 美國人異聞 凱旋公開！歌舞伎傳顛末記（日语：天外魔境 風雲カブキ伝#CD）（布希富士山）
- 美雪、美雪 卡式錄音帶（若松真人）
- 楓葉鎮物語 名曲集（負責角色歌曲）
- 優&魅衣（日语：優&魅衣）（相夢優）正式擔任形象歌曲「多角形物語」主唱（與川浪葉子、莊真由美、江森浩子等人合演的CD廣播劇）。
- 鐵拳對鋼拳 CD書（大橋英和）

### 廣播劇
- 科學小飛俠（1978年，文化放送）—飾 阿丁
- 銀河女黑俠（日语：クイーン・エメラルダス#ラジオドラマ）（1978年，文化放送）
- （1981年，文化放送）
- 深夜劇場小屋（日语：夜のドラマハウス）（日本放送）
  - 未完成（1981年）
  - 秘密音樂盒（1982年）
  - 妖精時代（1982年）
  - 玻璃假面（1982年）
  - （1983年）
- 我的文庫本「月」（1983年，文化放送）—飾 彼德
- 冒險之路（NHK-FM）
  - 撒哈拉的眼淚（1988年）—飾 晟也
  - 妖精作戦（1989年）—飾 超能力青年
- 香格里拉（1989年，NHK-FM）

### 電視劇
- 紀念樹（日语：木下恵介アワー）（1966年，TBS）
- （1966年，富士電視台）
- 夜晚的主角（日语：夜の主役）（1968年，日本電視台）
- （1968年，TBS）
- 圍裙爸爸（日语：エプロン父さん）（1968年，TBS）
- 我們走吧！（日语：どんといこうぜ!）（1969年，TBS）
- （1969年，富士電視台）
- 另一個大家庭（1969年，富士電視台）
- 我是透明人！（日语：俺は透明人間!）（1970年，富士電視台）
- （1970年，富士電視台）—飾 良一
- 我的嫂嫂（1970年，富士電視台）
- 江戶川亂步系列 明智小五郎（日语：江戸川乱歩シリーズ 明智小五郎） 第5、11、15、16、19話（1970年，東京12頻道）—飾 武
- NHK少年電視劇系列（日语：少年ドラマシリーズ）
  - —飾 幸介[106]
  - 「赤月（日语：高校殺人事件#テレビドラマ）」—飾 柳田
- 女三四郎（日语：女三四郎）（1970年，東京12頻道）
- Play Girl（日语：プレイガール (テレビドラマ)）（1970年，東京12頻道）
- 你看見大海了嗎（日语：君は海を見たか）（1970年，日本電視台）
- 光明的夥伴（日语：明るいなかま）（1971年，NHK教育）
- 哭泣的男嬰（日语：ファミリー劇場 (日本テレビ)）（1971年，日本電視台）
- （1971年，TBS）
- 真実一路（日语：真実一路 (小説)）（1971年，TBS）
- 喜歡！喜歡!! 魔女老師 第9話（1971年，TBS）
- 大江戶搜査網（日语：大江戸捜査網）2 第24話（1972年，東京12頻道）—飾 良太
- 青年幹探（日语：刑事くん） 第38話（1975年，TBS）—飾 純也

### 電影
- 脫獄者（1967年）—飾 大下浩[107]
- （1969年）—飾 少年C[108]
- 沒有橋的河流（日语：橋のない川）（1969年）
- （1970年）—飾 精次〈少年時期〉[109]
- 我們的荒野（1970年）
- 我看到了太陽（1970年）
- 巴狼1號（1972年）—飾 徹夫[110]
- 土布川學級（1972年）—飾 昇[111]

### 特攝影集
1966年
- 劇場版 惡魔君（第13話）

1971年
- 宇宙猿人哥利對電子分光人#34、#35（民夫）
  - 電子分光人 #59、#60（早田純）

1972年
- 巨人銀假面 #23（少年）
- 超人巴狼1號 #14（徹夫）、#34（徹）

1973年
- 鋼王 #24（少年）

1998年
- 星獸戰隊銀河人（的聲音）

2017年
- 宇宙戰隊九連者（的聲音[112]）

### 柏青哥、角子機
2015年
- 角子機聖鬥士星矢 女神聖戰（海魔女蘇蘭多）
- CR聖鬥士星矢 BEYOND THE LIMIT（海魔女蘇蘭多）

2017年
- 角子機聖鬥士星矢 海皇覺醒（海魔女蘇蘭多）

2018年
- CR聖鬥士星矢4 The Battle of “突破結界”（海魔女蘇蘭多）

2022年
- S聖鬥士星矢 冥王復活（海魔女蘇蘭多）

2024年
- L聖鬥士星矢 海皇覺醒 CUSTOM EDITION（海魔女蘇蘭多）

### 旁白
- 明亮的伊甸王 電視特集（1982年，電影的節目宣傳）
- 大家的世界（日语：みんなのせかい）（1985年，NHK教育[113]）
- 大貓日記（動物星球頻道）
- 變形金剛 優良傑作設計獎獲獎的軌跡（2017年，大黃蜂聲音的旁白[114]）
- 神秘大象的愛情與智慧的故事（2023年，國家地理頻道[115]）

### 電視節目
- BS動畫夜話（日语：BSアニメ夜話） 第12彈 第2夜「海王子」（2009年，NHK-BS（日语：NHK-BS）[116]）小組成員
- 原來如此！The 世界（日语：なるほど!ザ・ワールド）（旁白）

### 其它
- AM3:00的恐怖（日语：AM3:00の恐怖）（1988年）「雪女」､「投幣式儲物櫃」
- 變形金剛電話（Swoop）
- JoJo的奇妙冒險 用拳頭按下它會發出叫聲！青蛙毛絨動物（2013年，毛絨動物的聲音[117]）
- 大黃蜂機器人 日本版（2023年，玩具聲音[118]）

## 音響監督
- 歡迎加入N·H·K！
- 倒凶十將傳 封魔五行傳承（日语：倒凶十将伝）
- 銀河鐵道物語
- 銀河鐵道物語 ～永遠的分岐點～
- 萬有引力（錄音演出）[注 16]
- 高校鐵拳傳（日语：高校鉄拳伝タフ）（錄音演出）
- 頑皮小白貂（錄音演出）[注 17]
- 太空遊俠 The Animation（錄音演出）[注 16]
- 白蘭（日本語版演出）
- BASILISK ～甲賀忍法帖～[119]
- KITTEN DREAM
- B型H系（錄音演出）
- [注 18]
- 快打旋風IV (GONZO版）
- WHITE ALBUM
- 萌娘商社 THE ANIMATION（日语：モエかん）（錄音演出）
- 吉宗（日语：吉宗 (パチスロ)）
- 8月交響曲 -涉谷2002～2003（日语：8月のシンフォニー -渋谷2002〜2003）
- 魔兵驚天錄
- Walkure Romanze 少女騎士物語
- 星之聲（廣播劇CD）
- 神牌演義
- 月歌。 THE ANIMATION2

## 舞台
- （劇團Carne，2008年10月9日—12日）演出
- Grand mother（劇團大富豪，2017年5月31日—6月4日）客演

## 著書
- （1983年，朝日Sonorama（日语：朝日ソノラマ）出版，鹽澤兼人、間里美、鹽屋翼 共著 ISBN 9784257600206）
收錄了三人的座談會。主要內容有成長過程、初戀、人生觀、工作、嗜好、人際關係等。並發布了滿滿的從童年到座談會時的照片，以及鹽屋翼主演電影動畫《海王子》在錄音現場的照片。目前已絕版。

## 腳註

## 外部連結
- 鹽屋翼｜Raccoon Dog （页面存档备份，存于） （日語）
- 鹽屋翼 （页面存档备份，存于） （日語）—日本藝人名鑑（日语：日本タレント名鑑）